# Ferrari 365
Ferrari 365 är en sportbil, tillverkad av den italienska biltillverkaren Ferrari mellan 1967 och 1972.

## Bakgrund
Från 1967 infördes 365-motorn från California-modellen successivt i alla Ferraris frontmotorbilar. Först ut var den nya 2+2-vagnen. Som första stora, fyrsitsiga Ferrari hade den individuell bakhjulsupphängning.

## Motor
Ännu en gång ökade Ferrari på cylindervolymen genom att borra upp cylinderdiametern på Colombo-motorn, nu till 81 mm. Slaglängden 71 mm behölls oförändrad från 330-motorn.
Till introduktionen av 365 GTC/4 1971 uppdaterades motorn med dubbla överliggande kamaxlar och sex förgasare.
| Modell | Motor               | Cylindervolym | Effekt | Bränslesystem               |
| ------ | ------------------- | ------------- | ------ | --------------------------- |
| GT     | 12-cyl V-motor ohc  | 4390 cm³      | 320 hk | 3 st Weber 40DF förgasare   |
| GTC/4  | 12-cyl V-motor dohc | 4390 cm³      | 340 hk | 6 st Weber 38DCOE förgasare |

## 365 GT 2+2
Den stora 2+2-sitsiga vagnen ersatte 330 GT 2+2 från 1967. Karossen visade stora likheter med 500 Superfast men med baksäte och större bagageutrymme. De flesta bilarna såldes i USA och var fullpackade med komfortutrustning som servostyrning och –bromsar, elfönsterhissar och läderklädsel.
Produktionen uppgick till 801 exemplar.

## 365 GTC
Till 1969 ersattes 330 GTC av 365 GTC med den större motorn. Modellerna skiljer sig även genom motorns luftutsläpp som flyttats upp från framskärmarna på 330:n till motorhuvens bakkant på 365:an.
Produktionen uppgick till 150 exemplar.

## 365 GTS
Även den öppna modellen fick den större motorn till 1969.
Produktionen uppgick till 20 exemplar.

## 365 GTC/4
På Genèvesalongen 1971 introducerades den nya 365 GTC/4. Bilen ersatte de tre 365-modellerna ovan. Den var försedd med ett litet baksäte, men i den trånga kupén passade detta bäst som extra bagageutrymme.
365 GTC/4 kallas ibland felaktigt för en fyrsitsig Daytona. Men modellen är en vidareutveckling av de äldre 365-modellerna. Motorn har våtsumpsmörjning och en helt annan förgasarbestyckning än Daytonan, med horisontalförgasare. Växellådan sitter, som på alla fyrsitsiga Ferrari, monterad fram, tillsammans med motorn och kopplingen.
Produktionen uppgick till 500 exemplar.

## Bilder

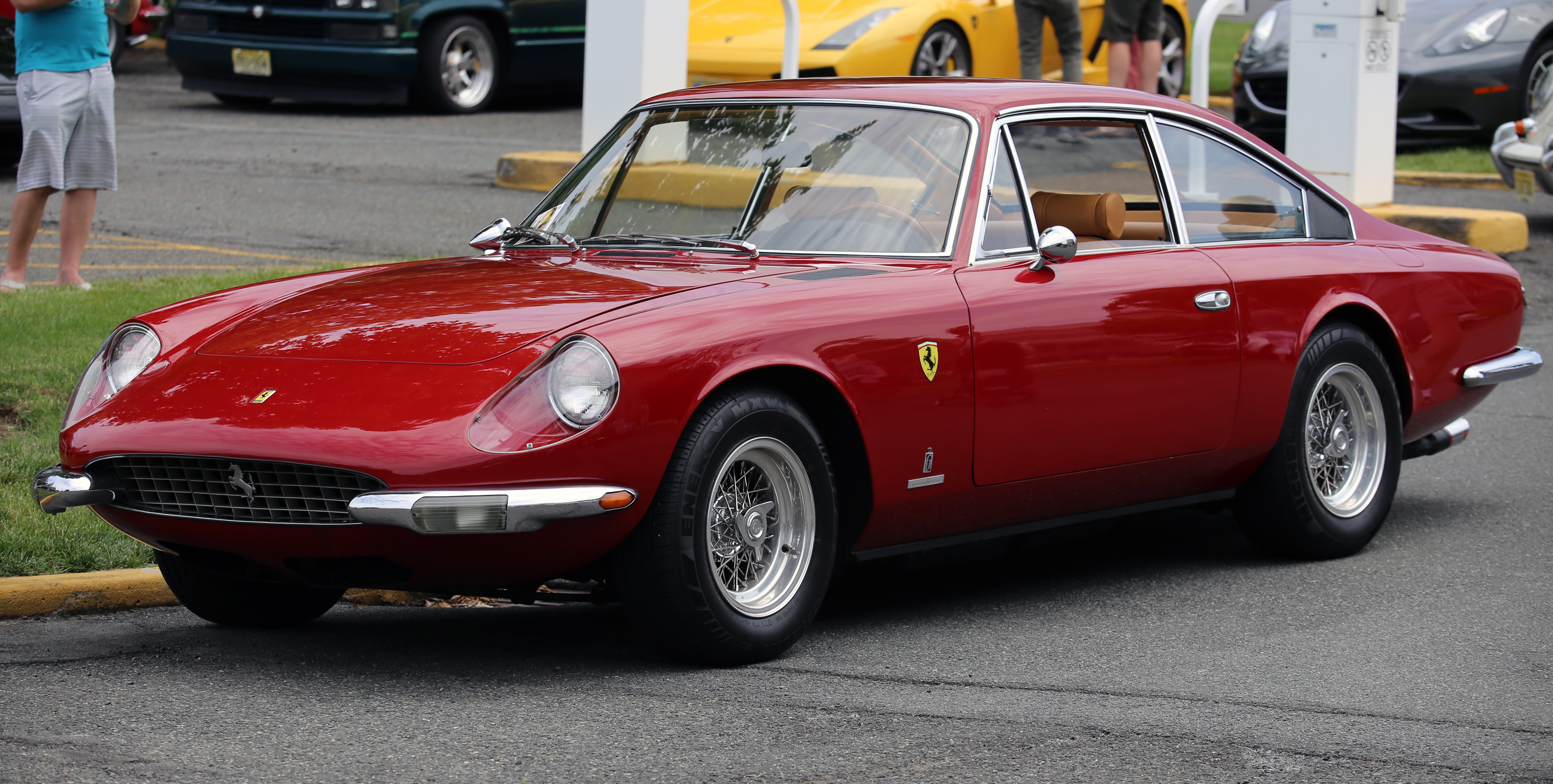
GT 2+2
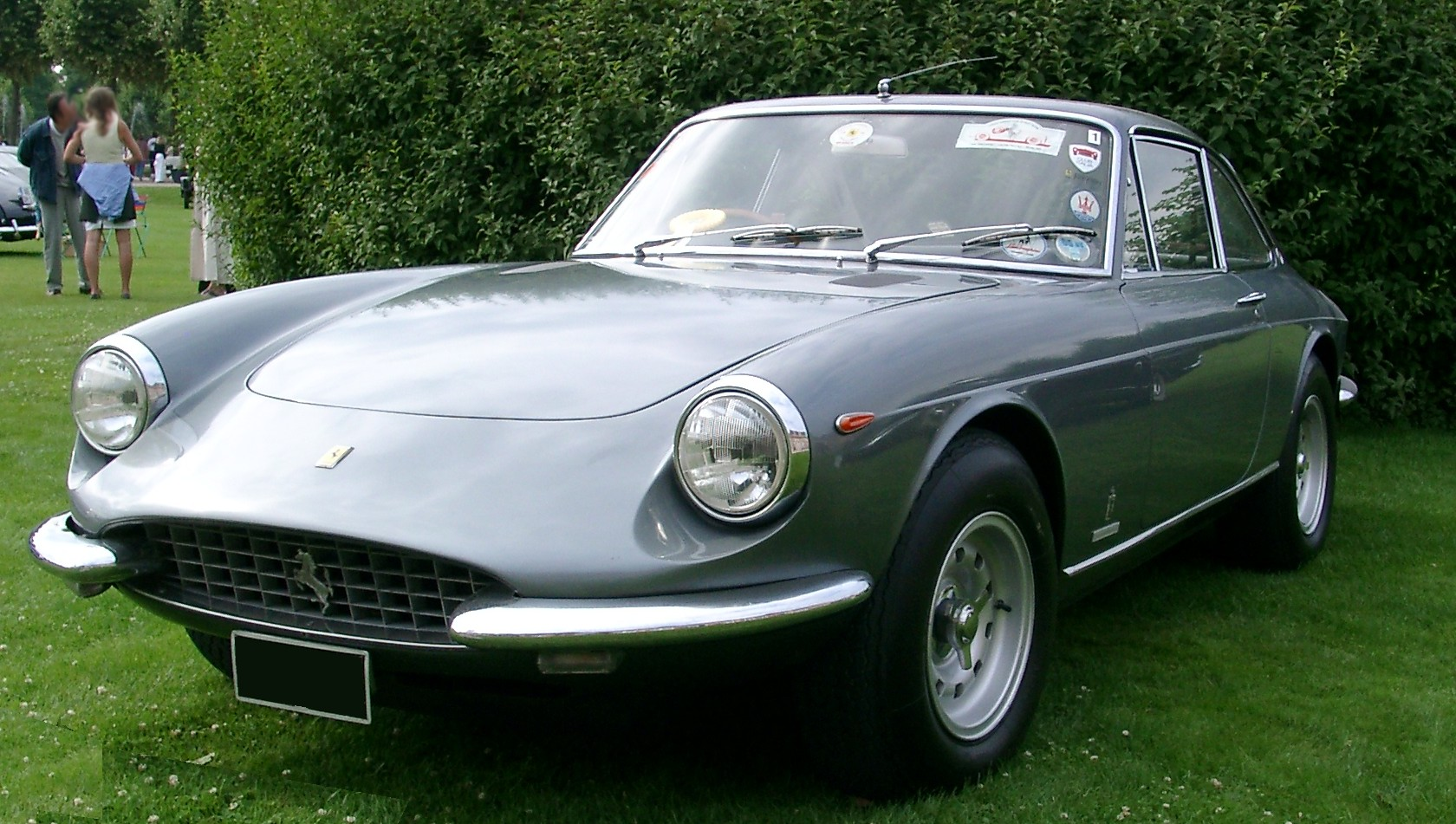
GTC
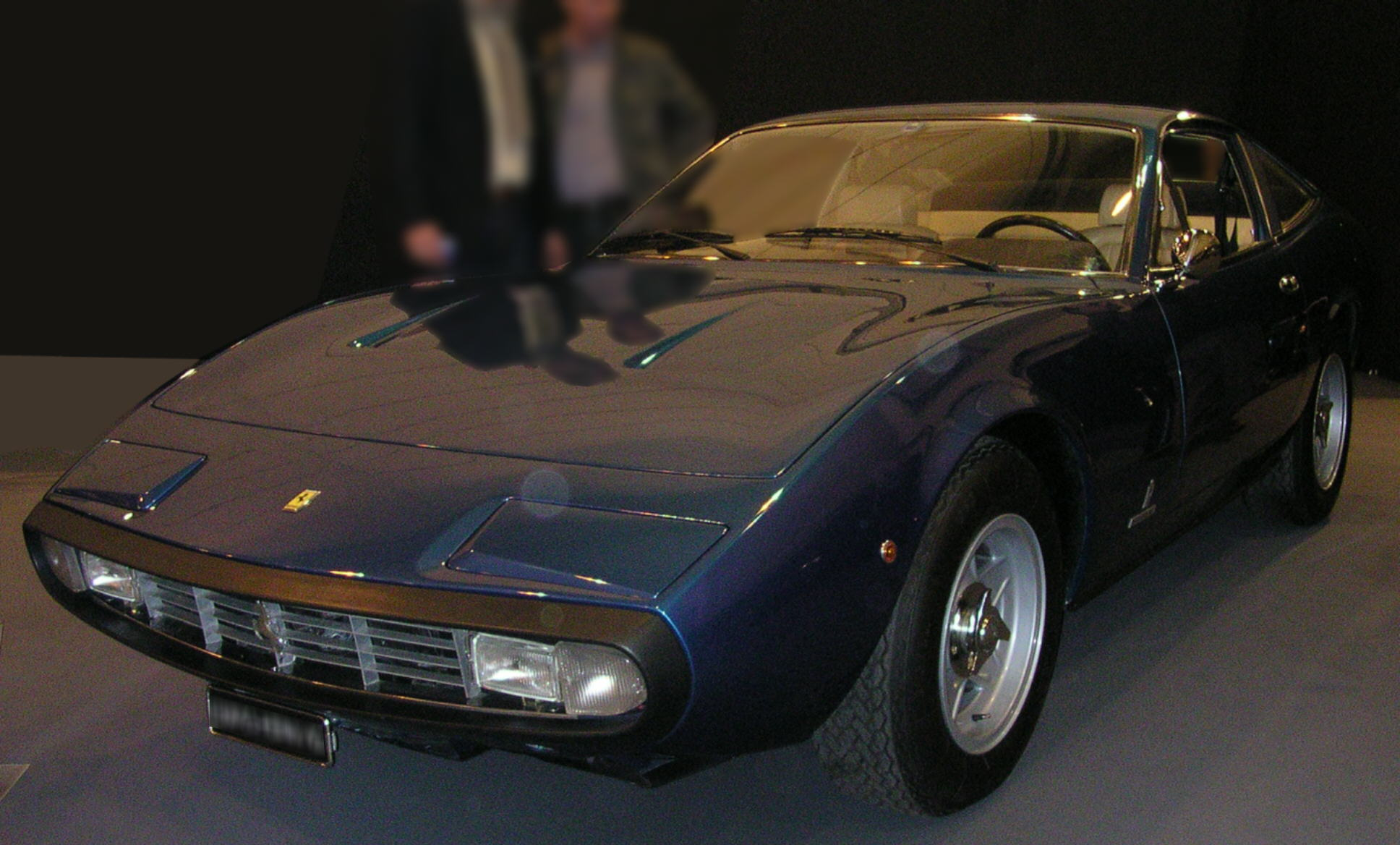
GTC/4